# Belisario Quevedo
Belisario Quevedo Izurieta (Latacunga, 6 de noviembre de 1883-Ibidem, 11 de noviembre de 1921) fue un sociólogo, político, militar, periodista, profesor y filántropo ecuatoriano. Se destacó después de la Revolución liberal como parte de las filas "placistas" que apoyaban el gobierno de Leónidas Plaza, como asambleísta y como militar. 
Fue en su tiempo el sociólogo más influyente en Ecuador y encabezó temporalmente la filosofía positivista siguiendo los escritos de Herbert Spencer que se desarrolló en Ecuador junto a Luis Bossano y Ángel Modesto Paredes. Este positivismo estaba a su vez influenciado por el biologicismo, es decir el intento de fundamentar fisiológicamente los fenómenos psicológicos y sociales que se observaban. Esta idea a su vez fue heredada de la filosofía darwinista que se desarrolló en Ecuador durante el siglo XIX.

## Biografía

### Primeros años
Belisario Quevedo nació en Latacunga, cerca de la ciudad de Quito el 6 de noviembre de 1883. Fue hijo del abogado Belisario Quevedo Figueroa y Rosa Izurieta. Su padre estudió jurisprudencia, matemáticas y física, lo que le permitió obtener los títulos tanto de Abogado como de Agrimensor. Esto tuvo impacto en Quevedo que le permitió ver como se podía encontrar un balance entre la teoría y la práctica. Por otro lado su mamá, Rosa Izurieta era una mujer que no creía mucho en la religión, a pesar de que en esa época era muy común. Su familia siempre tuvo vocación intelectual y una cercanía con el liberalismo desde la independencia, puesto que en su Hacienda llamada "Patoa" ubicada en Pujilí se habrían llevado a cabo varias reuniones durante la independencia de Ecuador.
Tuvo varios hermanos: Néstor quien se dedicó a administrar los negocios agrícolas, Rosa, Hortensia, Julia y César. Empezó sus estudios en la escuela de Latacunga y posteriormente en Quito. La universidad la cursó en la Universidad Central, la Facultad de Jurisprudencia. Desde joven destacó por su capacidad intelectual que era muy meritoria y por su militancia política con el partido liberal, alineado a los llamados "placistas" por Leónidas Plaza quien fuera presidente en esa época. Además de esto sería un importante empresario logrando éxito como expendedor de granos y revendedor de tierras. Además, su actitud frugal le haría ahorrar mucho y su interés por los estudios le mantuvo alejado de fiestas y vicios. La herencia que recibió de sus padres, que es considerada más bien modesta, logró aumentarla en con el sudor de su frente. Sus negocios siempre fueron claros y su ética muy recta que lo caracterizó a lo largo de su carrera política. 

### Primeras publicaciones

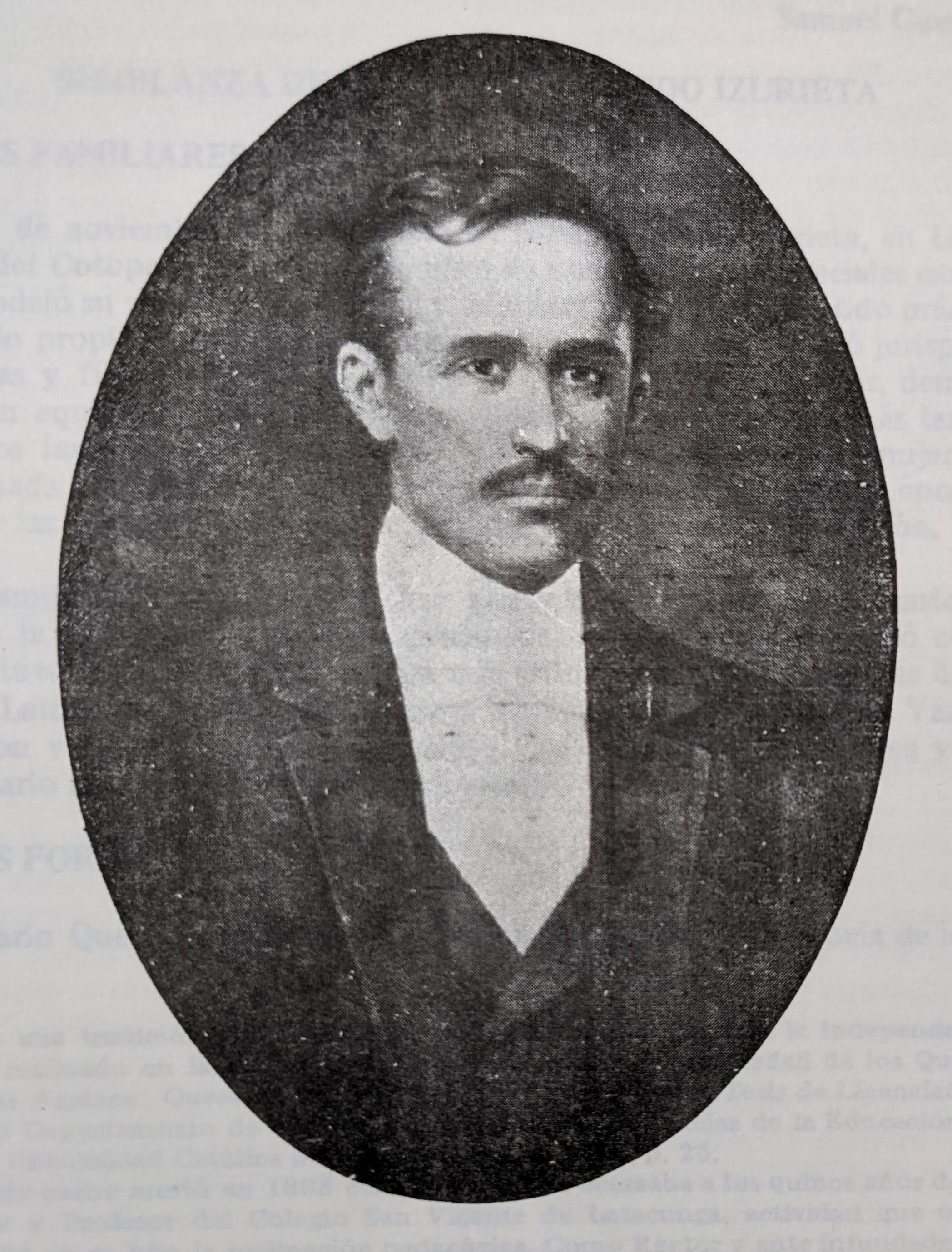
Retrato de Belisario Quevedo

Desarrolló su carrera académica al inicio vinculándose a la Sociedad Jurídico Literaria en cuya revista empezaría a publicar varios trabajos desde 1904. Su actividad era muy constante en esta asociación y llegó a ser su presidente. Como parte de su colaboración en la Sociedad Jurídico Literaria publicaría "Génesis y Primeras Manifestaciones del Poder Civil" y su libro "Política Religiosa" con el que iniciaría el positivismo en Ecuador. Ahí conoció a importantes intelectuales ecuatorianos y se dio a conocer como una persona de inteligencia y rigor. Entablaría relaciones con José Rumazo, Alfonso Rumazo, que a través de la Editorial Bolívar, publicarían su libro "Historia Patria" y lo prologarían. Además empezó a publicar sus escritos en periódicos y fue cofundador del periódico "El Día" el primero de agosto de 19130. Ahí participaron personas como Luis Robalino, Manuel Tobar y Borgoño y Alberto Darquea. Su primera etapa duraría hasta el 14 de noviembre de 1915. A pesar de que estaba de acuerdo con los principios liberales, no estaba de acuerdo con la manera en la que Alfaro los había aplicado. Esto haría que pase a formar parte del grupo que apoyaba a Leónidas Plaza. 

### Carrera política y militar
A pesar de su juventud, fue importante para la política local de Ecuador. Llegó a ser asambleísta por la provincia de Cotopaxi en 1906 cuando apenas tenía 23 años y formó bloque con Luis Felipe Borja y Juan Benigno Vela para hacer oposición a Eloy Alfaro, siguiendo los lineamientos "placistas" que guiaban su accionar político. Cabe recordar que después de la Revolución Liberal de Ecuador, se llevó a cabo una fractura en el partido liberal entre los alfaristas y placistas que desembocaría en pugnas por poder durante las primeras décadas del siglo XX. 
Tres años más tarde fue Presidente de la Delegación Ecuatoriana al Primer Congreso de Estudiantes de la Gran Colombia, y un año después fue parte de la milicia, con el cargo de sargento. Todo esto con el fin de acudir en caso de una posible amenaza de parte de Perú.

### Reconocimiento y últimos años
No obstante a pesar de su agitada vida en lo político y parcialmente en lo militar, la mayor influencia que tuvo Belisario Quevedo fue a través de sus libros, ya que fue uno de los pioneros en la sociología en Ecuador, bajo la línea del positivismo comteano. Esto hace que la publicación de sus libros sean fechas de referencia sobre el influjo de esta corriente filosófica en ese país, que tendría muchos más representantes como Modesto Paredes, Alfredo Espinosa Tamayo y Luis Bossano (con ciertas diferencias sí, pero positivistas al fin).

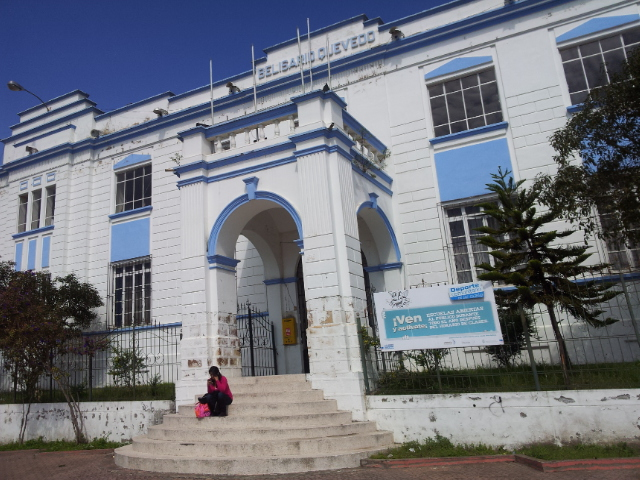
Colegio Belisario Quevedo en Pujilí

Se caracterizó por un marcado patriotismo durante toda su vida. Al igual que Federico González Suárez se preocuparía casi exclusivamente por los temas ecuatorianos, dejando de lado el resto como algo secundario. Sufrió siempre de epilepsia que en esa época era de difícil tratamiento. Además en sus escritos se observa un pesimismo constante que complementaba con el hábito personal de ahorrar mucho, lo que le permitió dejar un legado importante que donaría, imitando la filantropía de Vicente León, para la fundación del colegio que en la actualidad lleva su nombre, en la ciudad de Latacunga. Además, donó su hacienda y casa personal para la creación de un Monte de Piedad siguiendo una ley que el mismo había promulgado en 1913 cuando fue diputado. Como beneficiarios de aquello serían los trabajadores de la provincia de Pichincha. Las sociedades que se encargaron de su administración fueron La Sociedad Jurídico Literaria y la Sociedad Artística e Industrial de Pichincha.

## Filosofía positivista

### Biologicismo
Para Quevedo, partiendo de principios biologicistas, la vida se definía como un acto instintivo. Además, el comportamiento de las personas para sobrevivir se encuentra en el mismo proceso de la formación de la sociedad. A esto se suma lo que Quevedo llamaría "conductas secundarias" que se desarrollarían a través de un proceso de socialización en un proceso que tiene como base:

La imitación recíproca de los individuos de una sociedad; por la selección entre imitaciones en caso de lucha; por la acumulación de esas normas de conducta en lo que llamamos conciencia social.
Belisario Quevedo

De esta manera, a través del proceso de socialización, sería justamente la sociedad quien determinaría la manera en la que el individuo percibe el mundo. Esto a su vez se balanceaba con el hecho de que, según Quevedo “el espíritu social es más que todo espíritu individual y domina toda voluntad individual”. Es decir la causalidad va en ambas direcciones, desde el individuo a la sociedad, dominando la voluntad individual y desde la sociedad al individuo, determinando la percepción.
Si por un lado la percepción o la epistemología estaba determinada por el proceso de socialización y la imitación, por otro lado, la moral estaba determinada por la necesidad se supervivencia. Es decir, lo primero seguía el punto de vista biologicista, mientras que lo segundo se determinaba por selección natural en un proceso evolutivo que se llevaba a cabo en la sociedad. De esta manera había desarrollado Quevedo lo que fuera su adaptación del vitalismo spenceriano a su interpretación sociológica que terminaba afirmando la existencia de "leyes fundamentales de la vida que la sociología, entendida como ciencia moral, tiene que estudiar". Estas leyes a su vez se basan en los siguientes principios.
1. Que quieren vivir todos
2. Que la vida no se conserva sino gracias a la actividad
3. Que debiendo vivir todos, las actividades tienen que limitarse
4. Que los límites de esas actividades tienen que ser iguales para todos

### Metodología de la historia
Para Quevedo, la historia tenía como objetivo el ser un instrumento de la sociología. De esta manera compartía el pensamiento positivista de que en el siglo XX la historia sería absorbida por la sociología como una herramienta más dentro del desarrollo teórico y la interpretación de la sociedad. Para ello escribiría un libro titulado justamente "Metodología de la historia" donde desarrollaría su idea, y la pondría en práctica en su libro "Historia Patria" que consideraba, en concierto con su teoría filosófica la "vida de la nación ecuatoriana". Siguiendo a Lamartine, Quevedo consideraba pues la historia como el alma o conciencia de los pueblos. Además, concluye su historia con una síntesis del proceso en base a tres criterios positivistas: el orden público, la instrucción pública y las comodidades para la vida.

## Obras

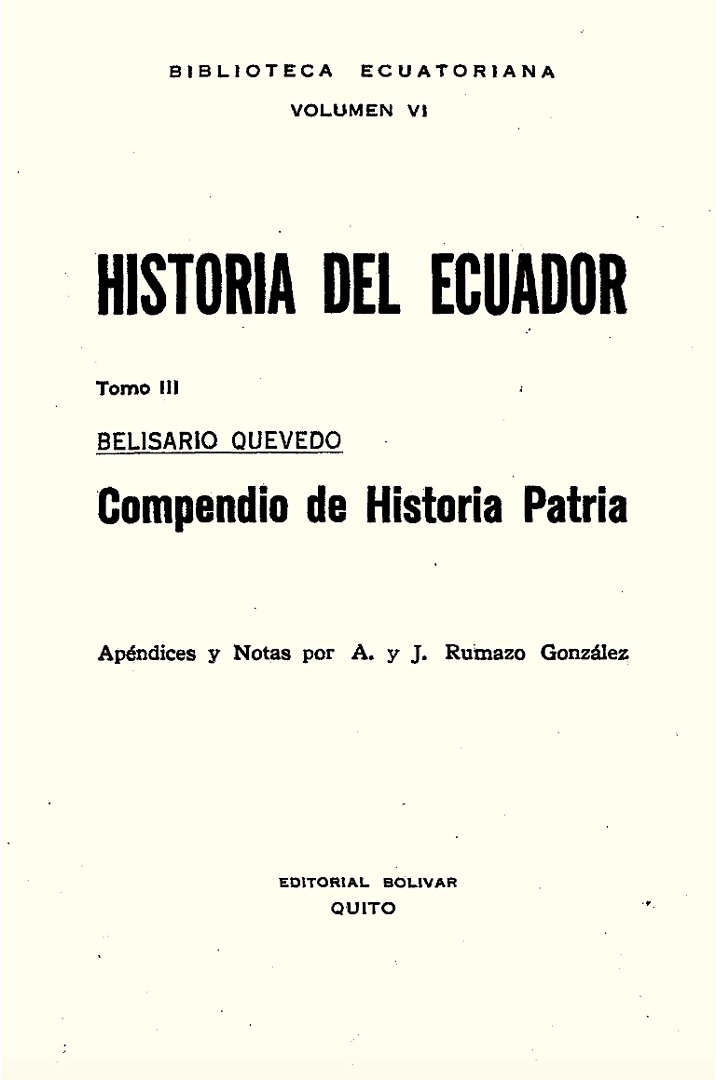
Compendio de Historia Patria por Belisario Quevedo, publicado en la Editorial Bolívar de José Rumazo y Alfonso Rumazo

Con su libro de 1913 llamado "Política religiosa" se considera el inicio del positivismo. A través de Quevedo, el liberalismo que en sus inicios fue ilustrado, con Espejo, después tomó un giro romántico a través de los escritos de Montalvo, Numa Pompilio Llona, Julio Zaldumbide y Crespo Toral, se transformó hacia el positivismo durante el siglo XIX con un enfoque sociológico. 
En su libro "Historia Patria" describió los principales procesos históricos de ese país analizándolos sociológicamente. Este libro fue prologado por su amigo Isaac J. Barrera, a quien conocería mientras estuvo en la cárcel por sus escritos. Esto fue complementado con su manual para enseñanza que se llamaría "Texto de historia patria". Quevedo dedicó amplios esfuerzos a la pedagogía y era rector del Colegio Vicente León de Latacunga. A esto se suma su libro "Metodología de la historia" donde delinia los principios positivistas a seguir en las investigaciones historiográficas. Posteriormente en su publicación "Sociología, Política y Moral" , la que fuera su obra más completa, se trató de un análisis psicológico de las personas ecuatorianas publicando su famosa tesis de que la región Sierra de ecuador era «romántica»  mientras que la Costa «positivista».
Belisario Quevedo escribió los siguientes títulos:

### Publicaciones principales
- Texto de historia patria; Imprenta de la Universidad Central (1919) 215 pp.
- Historia del Ecuador. Compendio de Historia Patria; Quito, Editorial Bolívar (1931)
- Historia patria, en tres tomos (1931) 315 pp.
- Sociología, política y moral; Quito Editorial Bolívar (1932), 196 pp.
- Notas sobre el carácter del Pueblo Ecuatoriano; Semanario El Sol (1960), 10 pp.
- Ensayos sociológicos políticos y morales, antología (1981), 365 pp.

### Publicaciones en la Sociedad Jurídico Literaria
- Génesis y primeras manifestaciones del poder civil (1905)
- Política religiosa (1913)
- Importancia Sociológica del concertaje (1913)
- El salario del concierto (1916)
- La Sierra y la Costa (1916)
- El concertaje y las Leyes Naturales de la Sociedad (1916)
- Historia, Filosofía de la Historia, Sociología (1917)
- Metodología de la historia (1922)

### Discursos
- Discurso pronunciado el día de la celebración del Primer Aniversario de la Liga de Librepensadores. (1906)
- Discurso en la distribución de Premios del Instituto Nacional Mejía (1907)
- Discurso en la Inauguración del Monumento a Vicente León (1920)

## Legado
Belisario Quevedo Figueroa fue probablemente el filósofo más importante durante el inicio del siglo XX. A pesar de que fue rector del Colegio Vicente León, su obra se marcó por no estar encerrada en la academia y sus escritos llegaron de forma directa al público. Esto sin embargo no limitó su impacto en autores más académicos como Luis Bossano y Ángel Modesto Paredes quienes continuarían desarrollando una teoría sociológica que siga los cánones positivistas. La característica más importante de sus escritos fue la franqueza. Sus observaciones agudas y su comunicación directa dejaron huella en el pensamiento ecuatoriano. Su muerte prematura fue lamentada por todo Ecuador y se le rindieron homenajes póstumos. Su memoria sigue viva en las reediciones de sus libros y en la historia del pensamiento filosófico ecuatoriano.
Por otro lado, Simón Espinosa en un estudio introductorio afirmaría sobre él:

Quevedo tuvo una conciencia clara de lo propio y puede afirmarse que toda su obra se encuadra en sus marcos respectivos a pesar de los condicionamientos históricos que vivió. Lo propio, además, se presenta en sus obras como una experiencia original y fundamentalmente que, aunque pudo verse desfigurada o influenciada por factores alienantes, no se vio nunca anulada o postergada.
Simon Espinosa